# Top spin
Top spin – rodzaj zagrania w niektórych sportach, używających piłki (tenis stołowy, tenis ziemny, golf, futbol), nadającym piłce górną (postępującą) rotację, dzięki czemu jej tor lotu jest bardziej zakrzywiony w dół niż w przypadku piłki bezrotacyjnej. Przeważnie jest zagraniem ofensywnym, nadającym piłce dużą szybkość. Istnieje kilka rodzajów topspinów:
- zwykły topspin: duża rotacja górna,
- kontratopspin,
- sidespin: rotacja górno-boczna,
- fastspin: zagranie polegające na nadaniu piłce jak największej szybkości, prawie bezrotacyjne.

## Tenis stołowy
Wykonanie topspinu jest dość trudne. 
W tenisie topspin można grać z dwóch stron:
- backhandu
- forehandu.

Dla graczy praworęcznych przy forehandzie lewa noga powinna stać bliżej stołu, prawa dalej. Wykonuje się energicznie obszerny ruch całą ręką zza tułowia do przodu i do góry (kąt zależy od tego, na jakie zagranie przeciwnika jest odpowiedzią), w fazie wymachu do wewnątrz, z mocnym skrętem tułowia. Gdy gra się sidespin, należy przekręcić nadgarstek i rakietkę w ręce tak, aby znajdowała się pod kątem względem poziomu (prawie pionowo).
Przy backhandzie prawą nogę należy ustawić bliżej stołu. Ruch ręki powinien zaczynać się pod brzuchem, a kończyć na wysokości głowy po stronie wewnętrznej. Podczas zagrywania kontry ruch ręki należy skrócić, a nogi ustawić niemal równolegle do stołu.
Ponadto przy grze topspinów z obu stron nogi powinny być mocno ugięte w kolanach.
W defensywie topspin występuje bardzo rzadko, w lobach obronnych - wtedy jest grany bardzo wysoko - lub w półlobach.
Trudność w odebraniu topspinu polega na jego dużej szybkości i rotacji, która powoduje, że piłeczka po odbiciu przyspiesza i zmienia tor lotu. Do pomocy w odbieraniu top spinów można kupić okładziny tzw. ,,anty top spin".